# Conrad Burns
Conrad Ray Burns (Gallatin, 25 gennaio 1935 – Billings, 28 aprile 2016) è stato un politico e militare statunitense, membro del Partito Repubblicano e senatore dello Stato del Montana dal 1989 al 2007. Fu il più longevo senatore repubblicano dello stato del Montana. In passato fu membro del Corpo dei marines.
Burns morì il 28 aprile 2016 nella sua casa a Billings, Montana, all'età di 81 anni.